# 卡里亞庫島
卡里亞庫島是格林納達的島嶼，位於聖文森特島以南14公里的加勒比海，屬於格林納丁斯群島，面積31平方公里，最高點海拔高度291米，人口約9,500人。

## 外部連結
- Deefer Diving Carriacou （页面存档备份，存于）
- Kido Ecological Research Station （页面存档备份，存于）
- Documentary of boatbuilding in Windward （页面存档备份，存于）